# Ціхісдзірі (Кобулеті)
Ціхісдзірі (груз. ციხისძირი) — село в Грузії.
За даними перепису населення 2014 року в селі проживає 2472 особи.